# Kazuyoshi Mikami
Kazuyoshi Mikami (三上 和良?, Mikami Kazuyoshi; Prefettura di Saitama, 29 aprile 1975) è un ex calciatore giapponese, di ruolo difensore.